# Sena Takahashi
Sena Takahashi (1993) es una deportista japonesa que compitió en triatlón. Ganó una medalla de bronce en el Campeonato Asiático de Triatlón de 2017.

## Palmarés internacional
| Campeonato Asiático | Campeonato Asiático   | Campeonato Asiático | Campeonato Asiático |
| Año                 | Lugar                 | Medalla             | Prueba              |
| ------------------- | --------------------- | ------------------- | ------------------- |
| 2017                | Palembang (Indonesia) | Medalla de bronce   | Individual          |